# Bougie Jablochkoff
Une bougie Jablochkoff (appelée parfois une « bougie électrique ») est un type de lampe à arc électrique au carbone, inventée en 1876 par l'ingénieur électricien russe Pavel Iablochkov.

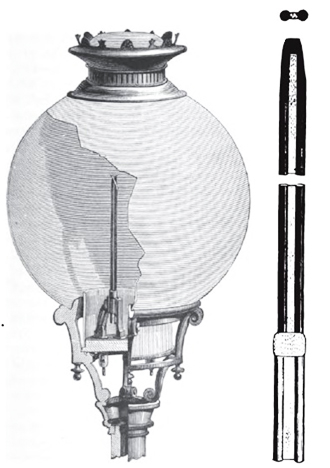
Illustration technique d'une bougie Jablochkoff

## Description
Une bougie Jablochkoff est constituée d'un sandwich de deux longues tiges de carbone qui font office d'électrodes, d'environ 6 sur 12 millimètres de section, séparées par un bloc de matériau inerte et isolant tel que le plâtre de Paris ou le kaolin. Un petit morceau de fil fusible ou de pâte de carbone relie les deux tiges de carbone à l'extrémité supérieure. L'ensemble est monté verticalement dans un support isolé approprié.
À l'allumage du courant électrique, le fil fusible « saute » et provoque l'amorçage de l'arc. L'arc continue alors à brûler, consumant progressivement les électrodes de carbone et le plâtre intermédiaire, qui fond au même rythme. Les premières bougies étaient alimentées par une machine de Gramme. L'inconvénient de l'utilisation du courant continu était que l'une des tiges brûlait à une vitesse double de l'autre. Ce problème a été initialement résolu en préparant le sandwich avec une des tiges plus épaisse que l'autre, mais cette solution n'était pas pratique. Le problème a finalement été résolu en alimentant les bougies avec un courant alternatif qui brûlait les deux tiges à la même vitesse.
Les électrodes durent environ deux heures ou jusqu'à ce que le courant soit coupé. Une bougie Jablochkoff classique ne peut pas être rallumée, car le fil fusible entre les électrodes est consummé. Les versions ultérieures de la bougie, cependant, incluaient du métal en poudre dans le séparateur inerte qui agit comme un nouveau fil fusible, permettant de rallumer une bougie éteinte à moitié brûlée. L'avantage de cette version par rapport aux autres conceptions d'arc au carbone est qu'elle élimine le besoin d'un régulateur mécanique pour maintenir la distance appropriée entre les électrodes de carbone pour maintenir l'arc.
Dans ses essais pour alimenter plus de jeux de bougies avec différents flux lumineux et afin d'obtenir différentes tensions, Jablochkoff a inventé les premiers réseaux régulés par les transformateurs.
Comme toutes les autres lampes à arc au carbone, les bougies Jablochkoff ont une lumière très vive qui peut être utilisée pour éclairer de grandes longueurs de rues ou de grands intérieurs tels que des usines et des gares et son utilisation comme système d'éclairage public était moins chère que les lampes à huile. Les inconvénients de ces lampes sont leur courte durée, même si Jablochkoff trouva une manière de mettre en réseau de trois, s'allumant à tour de rôle, ce qui impliquait de les remplacer souvent. Lorsqu'elles sont allumées, elles produisent des bourdonnements, des rayons UV dangereux, des émissions de monoxyde de carbone et des interférences radio. Pendant l'utilisation, elles représentaient un risque d'incendie constant, principalement en raison d'étincelles et d'une température de fonctionnement élevée.

## Histoire
Depuis 1816, avec les expérimentations et le développement de l'éclairage urbain, Paris est surnommée la ville Lumière. Ce surnom traversera les frontières avec l'installation des bougies Jablochkoff.
En 1875, Jablochkoff quitte la Russie et lance son entreprise à Paris. En 1876, il obtient le brevet français 112024 pour ses bougies. La première expérience publique a eu lieu à Londres le 15 avril 1876. Les bougies Jablochkoff ont été utilisées pour la première fois commercialement en 1877 dans le hall Marengo du grand magasin Galeries du Louvre à Paris avec une installation de 80 lampes. Leur présence est mentionnée par Émile Zola dans Au Bonheur des dames.
Les bougies ont été présentées pour la première fois en éclairage public lors de l'Exposition de Paris de 1878, notamment sur l'avenue de l'Opéra, sur la place du Théâtre Français (aujourd'hui place André Malraux) et sur la place de l'Opéra. Les 64 lampes avaient quatre à douze bougies chacune, connectées en série et étaient enfermées dans des globes de verre émaillé. En décembre de la même année, des bougies Jablochkoff ont été installées le long du Victoria Embankment à Londres,.
Werner von Siemens visitant l'Exposition de Paris de 1878, a négocié pour devenir un agent de distribution des bougies en Allemagne ; en retour, il a livré des dynamos à Jablochkoff,. Les bougies furent bientôt utilisées dans de nombreuses villes européennes mais aussi sur d'autres continents : des villes comme Rio de Janeiro, Mexico, New Delhi, Calcutta et Madras les utilisaient. Le Shah de Perse et le roi du Cambodge ont utilisé les bougies pour leurs palais.
Les bougies ont été utilisées avec succès à bord du cuirassé français Amiral Duperré, lancé en 1879.
En 1881, lors de l'Exposition internationale d'électricité, les bougies Jablochkoff étaient considérées comme l'une des principales attractions. À cette époque, on estimait que leur coût était passé de 66 centimes (de francs français) en 1877 à seulement 10 centimes, ce qui les rendait très pratiques également par rapport aux lampes à gaz. Le principal inconvénient était que les bougies nécessitaient un gros générateur électrique pour être allumées.
Au plus fort de leur succès, 8 000 bougies par jour étaient produites en France. Le procédé fut plus tard abandonné, concurrencé par la lampe à incandescence de Thomas Edison.

## Galerie
|                                       |
| Bougie électrique de Jablochkoff 1876 |

|            |
| Autre vue. |

|                                                                      |
| Les bougies de Jablochkoff illuminant l'Avenue de l'Opera vers 1878. |

|                                                                 |
| Illumination du théâtre de la Place du Château d'eau vers 1880. |

|                                                     |
| Illumination du Victoria Embankment, décembre 1878. |

(en) Littell's Living Age/Volume 135/Issue 1740/The Electric Candle (Wikisource anglophone)